# Пятидесятническая церковь Бога
Пятидесятническая церковь Бога, ПЦБ (англ. Pentecostal Church of God, PCG) — международная христианская церковь, основанная в США. В США церковь объединяет 99 тыс. верующих и ок. 1,6 тыс. приходов. За пределами США в 63 странах мира проживает ещё 584 тыс. верующих Пятидесятнической церкви Бога.
Штаб-квартира организации расположена в американском городе Бедфорд (штат Техас). Официальным изданием церкви является «Пятидесятнический посланник» (с 1927 года). Церковь входит во Всемирное пятидесятническое братство; американское объединение Пятидесятнической церкви Бога входит также в союз Пятидесятнических/Харизматических церквей Америки и в Национальную ассоциацию евангельских христиан.

## История
Церковь была основана группой пятидесятнических проповедников во главе с Джоном Чалмерсом Синклером (1863—1936) и Джорджем Бринкменом. Последние присутствовали на конференции в Хот-Спрингсе (Арканзас) в 1914 г., но не вошли в созданные там Ассамблеи Бога из-за страха перед централизацией и «не библейскими» символами веры. В 1919 году в Чикаго они основали Пятидесятнические ассамблеи Америки, принявшие в 1922 году название Пятидесятническая церковь Бога (в 1936 году в название была внесена приставка «в Америке»; в 1979 году приставка была убрана). Первым руководителем церкви в 1919 году был избран Джон Синклер, пастор Христианской апостольской ассамблеи в Чикаго; первым секретарём организации стал Джордж Бринкмен, казначеем — Дж. А. Белл.
В 1927 году офис церкви переехал в Оттамва, штат Айова. Затем он был переведен в Канзас-Сити, штат Миссури (в 1934 году) и в Джоплин, штат Миссури (в 1951 году). В эти годы церковью руководили Эдвард Мэтьюз (1921-22), Джон Б. Хаффман (1922-23), С. Шеферд (1923-25), Осборн В. Гиллилэнд (1925-26), Рик Филд (1926-31), А. Д. Мак-Клур (1931-33), Дж. Фонс (1933-35), Мэрион Д. Таунсенд (1935-37), Гарольд М. Коллинз (1937-42), Дж. Мэй (1942-47), Х. Оуэнс (1947-49).
В 1940-х годов церковь переживала бурный рост; к 1949 году она насчитывала 63 тыс. последователей. Однако с конца 1940-х годов общины церкви (особенно на северо-западе попали под влияние движения «Поздний дождь» и массово переходили в новые пятидесятнические союзы.
С 1940-х годов церковь служит среди коренных народов США. В 1946 году церковь открыла свою первую библейскую школу — Пятидесятнический библейский институт в Гилрой, штат Калифорния. Южный библейский колледж был открыт в 1956 году в Хьюстоне; позже он был переведён в Джоплин и переименован в «Колледж посланника». C 2012 года Колледж посланника базируется в городе Юллес, Техас.
М. Кафран служил в качестве генерального суперинтенданта с 1949 по 1953 год. Под руководством Дэниса Хёрда (1953-75) церковь входит в союз Пятидесятнических/Харизматических церквей Америки и в Национальную ассоциацию евангельских христиан. Рой Чапелл сменил Хёрда на посту председателя церкви, в 1987 году он уступил место Джеймсу Ги. В 2001-05 гг. церковью руководит Фил Л. Реддинг. С 2002 года руководитель церкви решением Генеральной конвенции именуется «епископом». Епископ Чарльз Мосьер председательствовал в 2005-07 годах. В 2007 году епископом церкви был избран и в 2011 переизбран Чарльз Скотт.
В 2011 году церковь объявила о закрытии офиса в Джоплине и переводе его в город Бедфорд, штат Техас.

## Вероучение
Пятидесятническая церковь Бога — протестантская деноминация, относящаяся к пятидесятникам двух благословений. Вероучение церкви, кратко сформулированное в семнадцати «Доктринальных заявлениях», отображает общехристианские догматы: веру в Троицу, веру в Иисуса Христа, веру в богодухновенность Библии. Являясь частью всемирного пятидесятнического движения, церковь признаёт Крещение Святым Духом с говорением на языках (параграф 8) и верит в возможность божественного исцеления (параграф 12). Среди церковных таинств признаются водное крещение и причастие. Церковь признаёт практику омовения ног, при этом «время, способ и частота его соблюдения остается на усмотрение каждой поместной церкви».
Церковь не является строго пацифистской, однако поддерживает отказников в их желании проходить альтернативную гражданскую службу.
Высшим руководящим органом церкви с 1953 года является Генеральная конвенция, созываемая один раз в два года. Конвенция избирает начальствующего епископа.

## Распространение
В 1932 году при церкви был создан отдел зарубежных миссий. К середине 1970-х годов церковь действовала в Израиле, Ливане, Англии, на Филиппинах, в Бразилии, Белизе. В 2007 году церковь действовала в 58 странах мира и объединяла 620 тыс. верующих в 4825 общинах.
Крупнейшая община Пятидесятнической церкви Бога расположена в Эфиопии (св. 300 тыс. верующих). В США церковь присутствует в 45 штатах (2000 год), при этом четверть прихожан церкви проживают в Калифорнии. Другими странами со значительным присутствием церкви являются Бразилия (47 тыс.), Филиппины (33 тыс.), Мексика (28 тыс.), Гаити (22 тыс.), Индонезия (20 тыс.), Индия (13 тыс.). В Европе крупнейший филиал Пятидесятнической церкви Бога расположен в Румынии (3,5 тыс. верующих, 41 приход).

### Церковь в России и Белоруссии
По данным церкви, её общины находятся в двух странах СНГ — России и Белоруссии. В России открыты 5 приходов (общее число прихожан — 100 человек). В Белоруссии действует один приход церкви, который посещают 80 человек.